# Aeroportul Tsiroanomandidy
Aeroportul Tsiroanomandidy (IATA: WTS, ICAO: FMMX) este un aeroport din Regiunea Bongolava, Madagascar ce deservește zona Tsiroanomandidy. A fost numit după zona deservită.
Situat la o altitudine de 846 m, aeroportul dispune de o singură pistă.